# 백기홍
백기홍(1971년 3월 11일~)은 대한민국의 전 축구 선수이자, 현재 K3리그 부산교통공사축구단의 감독이다. 현역 시절 포지션은 미드필더였다.

## 선수 생활

### 클럽 경력
포항 스틸러스 산하 유소년 클럽인 포철공고를 졸업한 뒤 1990년 포항제철 아톰즈의 지명을 받아 포항에 입단하였다.
1997년 4월, 천안 일화 천마로 이적하였고, 1999년 안양 LG 치타스를 거쳐 은퇴하였다.

### 국가대표 경력
1992년 10월 21일 열린 UAE와의 친선전에서 A매치에 데뷔하였다.

## 지도자 생활
2005년부터 2008년까지 장훈고등학교 축구부 코치를 지내며 장훈고의 2005년 백록기 축구대회 우승 등을 이끌었고, 이 시기 박종우, 임상협 등을 지도하며 인연을 맺었다.
이후 2010년 내셔널리그 목포시청이 창단되며 코치로 부임하였고, 2011년 12월, K리그 부산 아이파크 코치로 부임하였다.
2015년부터 2020년까지 강릉시청의 수석코치로, 2020년부터 2023년까지 김해시청축구단의 수석코치로, 2023년 천안시티FC의 스카우터/전술코치로, 2024년 사이버한국외국어대U리그 코치로 부임하였으며,
2025년부터 부산교통공사축구단의 감독으로 재임중이다.

## 수상

### 포항 스틸러스
- K리그 우승 1회 (1992년), 준우승 1회 (1995년)
- FA컵 우승 1회 (1996년)
- 리그컵 우승 1회 (1993년), 준우승 1회 (1996년)

### 천안 일화 천마
- FA컵 준우승 1회 (1997년)

### 안양 LG 치타스
- 리그컵 준우승 1회 (1999년)